# Klevshult
Klevshult är en tätort med cirka 300 invånare, som ligger i södra delen av Vaggeryds kommun i Jönköpings län.
Samhället ligger utmed Lagadalen, där såväl motorvägen E4, som järnvägen mellan Vaggeryd och Värnamo passerar.

## Historia
Orten var mellan 1952 och 1971 centralort i Klevshults landskommun.

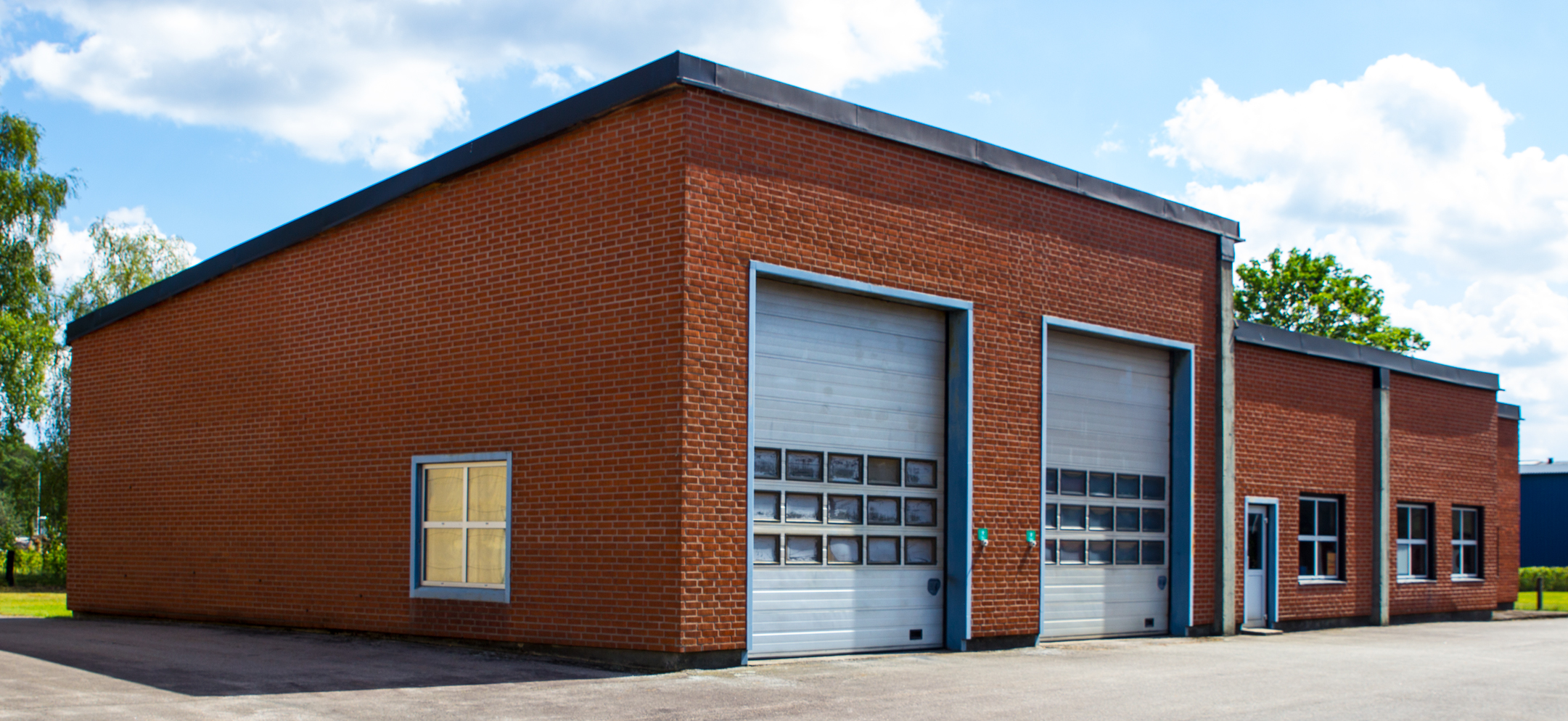
Klevshults mekaniska verkstad

På orten fanns under början av 1960-talet och fram till början på 1970-talet en mekanisk industri, Klevshults mekaniska verkstad. De tillverkade brädgårdstruckar under namnet "Herkules" med upp till 10 tons lyftkapacitet. Fabrikör Carl Johansson hade som mest 14 anställda i verksamheten.

### Befolkningsutveckling
| Befolkningsutvecklingen i Klevshult 1975–2020 | Befolkningsutvecklingen i Klevshult 1975–2020 | Befolkningsutvecklingen i Klevshult 1975–2020 | Befolkningsutvecklingen i Klevshult 1975–2020 | Befolkningsutvecklingen i Klevshult 1975–2020 |
| --------------------------------------------- | --------------------------------------------- | --------------------------------------------- | --------------------------------------------- | --------------------------------------------- |
|                                               |                                               |                                               |                                               |                                               |
| År                                            |                                               |                                               | Folkmängd                                     | Areal (ha)                                    |
| 1975                                          | 1975                                          |                                               | 276                                           |                                               |
| 1980                                          | 1980                                          |                                               | 336                                           |                                               |
| 1990                                          | 1990                                          |                                               | 304                                           | 57                                            |
| 1995                                          | 1995                                          |                                               | 298                                           | 57                                            |
| 2000                                          | 2000                                          |                                               | 293                                           | 57                                            |
| 2005                                          | 2005                                          |                                               | 271                                           | 57                                            |
| 2010                                          | 2010                                          |                                               | 264                                           | 56                                            |
| 2015                                          | 2015                                          |                                               | 266                                           | 65                                            |
| 2020                                          | 2020                                          |                                               | 292                                           | 66                                            |
| Anm.: Ny tätort 1975                          |                                               |                                               |                                               |                                               |

## Samhället
Samhället har skola, förskola samt bibliotek, två kyrkor (en Pingstkyrka och en Allianskyrka) och en idrottsförening, samt omkring 100 arbetstillfällen.
På linjen Jönköping-Värnamo(-Växjö) gör de flesta persontåg uppehåll i Klevshult (2013). Likaså stannar enstaka tåg på linjen Nässjö-Halmstad här.
Till allmän utnyttjande finns ett 3 km långt motionsspår.